# Срима
Срима (хорв. Srima) — населений пункт у Хорватії, в Шибеницько-Книнській жупанії у складі міста Водиці.

## Населення
Населення за даними перепису 2011 року становило 823 осіб.
Динаміка чисельності населення поселення:

## Клімат
Середня річна температура становить 15,81 °C, середня максимальна – 27,33 °C, а середня мінімальна – 4,56 °C. Середня річна кількість опадів – 707 мм.
| Клімат поселення                              | Клімат поселення | Клімат поселення | Клімат поселення | Клімат поселення | Клімат поселення | Клімат поселення | Клімат поселення | Клімат поселення | Клімат поселення | Клімат поселення | Клімат поселення | Клімат поселення | Клімат поселення |
| Показник                                      | Січ.             | Лют.             | Бер.             | Квіт.            | Трав.            | Черв.            | Лип.             | Серп.            | Вер.             | Жовт.            | Лист.            | Груд.            |                  |
| Середній максимум, °C                         | 12,63            | 12,69            | 14,21            | 17,20            | 21,91            | 25,76            | 27,33            | 27,05            | 23,53            | 20,14            | 15,74            | 12,83            |                  |
| Середня температура, °C                       | 8,59             | 8,66             | 10,18            | 13,16            | 17,90            | 21,74            | 24,50            | 24,21            | 20,68            | 17,30            | 12,90            | 9,99             |                  |
| Середній мінімум, °C                          | 4,56             | 4,61             | 6,14             | 9,14             | 13,86            | 17,70            | 21,64            | 21,38            | 17,83            | 14,46            | 10,08            | 7,15             |                  |
| Норма опадів, мм                              | 65               | 56               | 61               | 62               | 48               | 47               | 24               | 40               | 70               | 75               | 86               | 73               |                  |
| Середньомісячна швидкість вітру, м/с          | 3.09             | 3.20             | 3.30             | 3.18             | 2.78             | 2.50             | 2.59             | 2.40             | 2.70             | 2.80             | 3.46             | 3.30             |                  |
| Середньомісячна сонячна радіація, кДж/м²·день | 5344             | 8088             | 11838            | 16702            | 20787            | 23389            | 24982            | 21698            | 16171            | 10433            | 5822             | 4539             |                  |
| --------------------------------------------- | ---------------- | ---------------- | ---------------- | ---------------- | ---------------- | ---------------- | ---------------- | ---------------- | ---------------- | ---------------- | ---------------- | ---------------- | ---------------- |
| Джерело:                                      |                  |                  |                  |                  |                  |                  |                  |                  |                  |                  |                  |                  |                  |